# Асопида
Асопида или Асопис је у грчкој митологији било име више личности.

## Митологија
Према Аполодору, била је једна од многобројних кћерки Теспија и Мегамеде. Попут својих сестара, била је зачела са Хераклом и добила сина Ментора. Према Диодору, била је кћерка речног бога Ладона и Метопе. Хесиод у теогонији, али и други аутори су помињали неку Асопиду као Јапетову супругу, док други извори наводе Асопиду као Прометејеву могућу мајку.